# هيدروكسيد الألومنيوم
هيدروكسيد الألومنيوم هو مركب كيميائي له الصيغة Al(OH)3 ، ويكون على شكل مسحوق أبيض.

## الوفرة
يتواجد هيدروكسيد الألومنيوم طبيعياً في البوكسيت على شكل جبسيت أو غيره من الأشكال.

## التحضير
يحضر مركب هيدروكسيد الألومنيوم من إضافة الأسس (القواعد) إلى المحاليل الملحية للألومنيوم، أو بإضافة الحموض إلى محاليل الألومينات

## الخواص
لا ينحل مركب هيدروكسيد الألومنيوم بالماء، إلا أنه ينحل في الحموض والأسس.

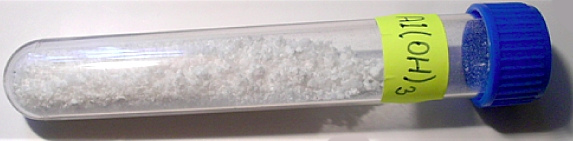
هيدروكسيد الألومنيوم

## الاستخدامات
من التطبيقات العملية لهذا المركب:
- يستخدم لتحضير أملاح الألومنيوم الأخرى.
- يستخدم كوسيلة وقاية ضد الحريق.[4][5][6][7][8]
- يستخدم كمادة مالئة.